# ألين بوبا
ألين بوبا (بالرومانية: Alin Popa)‏ هو لاعب كرة قدم روماني في مركز الوسط، ولد في 1991 في Caracal, Romania ‏ في رومانيا. لعب مع نادي ميوفيني ‏.

## وصلات خارجية
- ألين بوبا على موقع قاعدة بيانات كرة القدم.إي يو (الإنجليزية)
- ألين بوبا على موقع Soccerway.com (الإنجليزية)